# Auranticarpa melanosperma
Auranticarpa melanosperma är en tvåhjärtbladig växtart som först beskrevs av Ferdinand von Mueller, och fick sitt nu gällande namn av L. W. Cayze, M. D. Crisp och I. R. H. Telford. Auranticarpa melanosperma ingår i släktet Auranticarpa och familjen Pittosporaceae. Inga underarter finns listade.